# Osservatorio Fabra

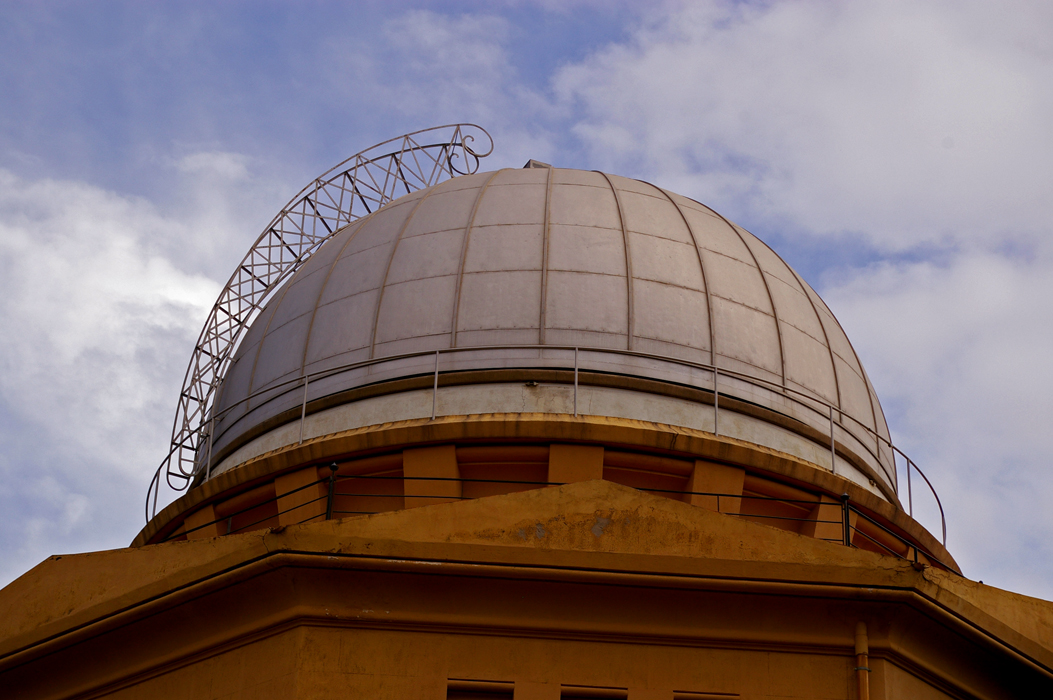
Cupola dell'osservatorio

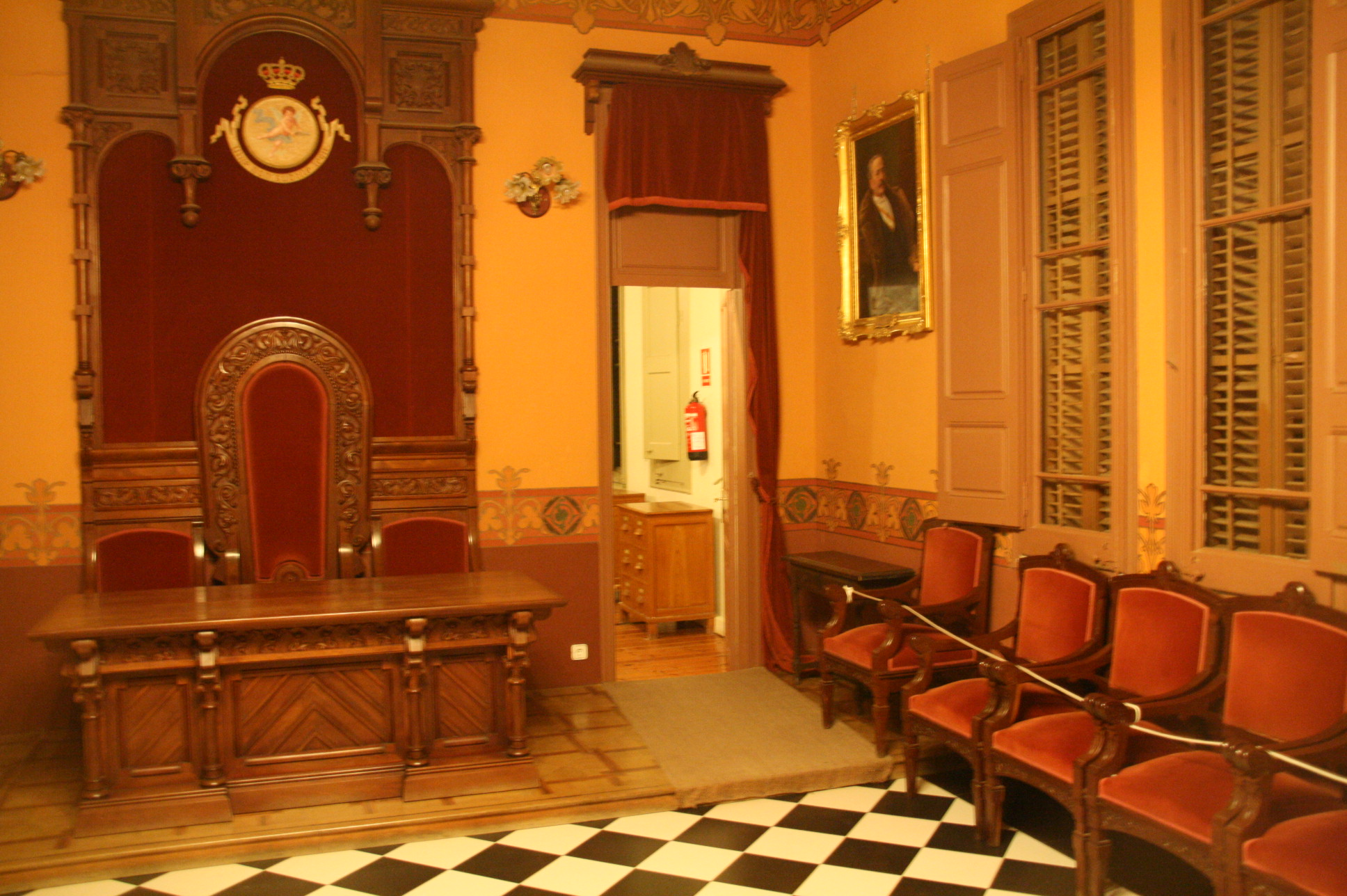
Sala modernista dell'osservatorio

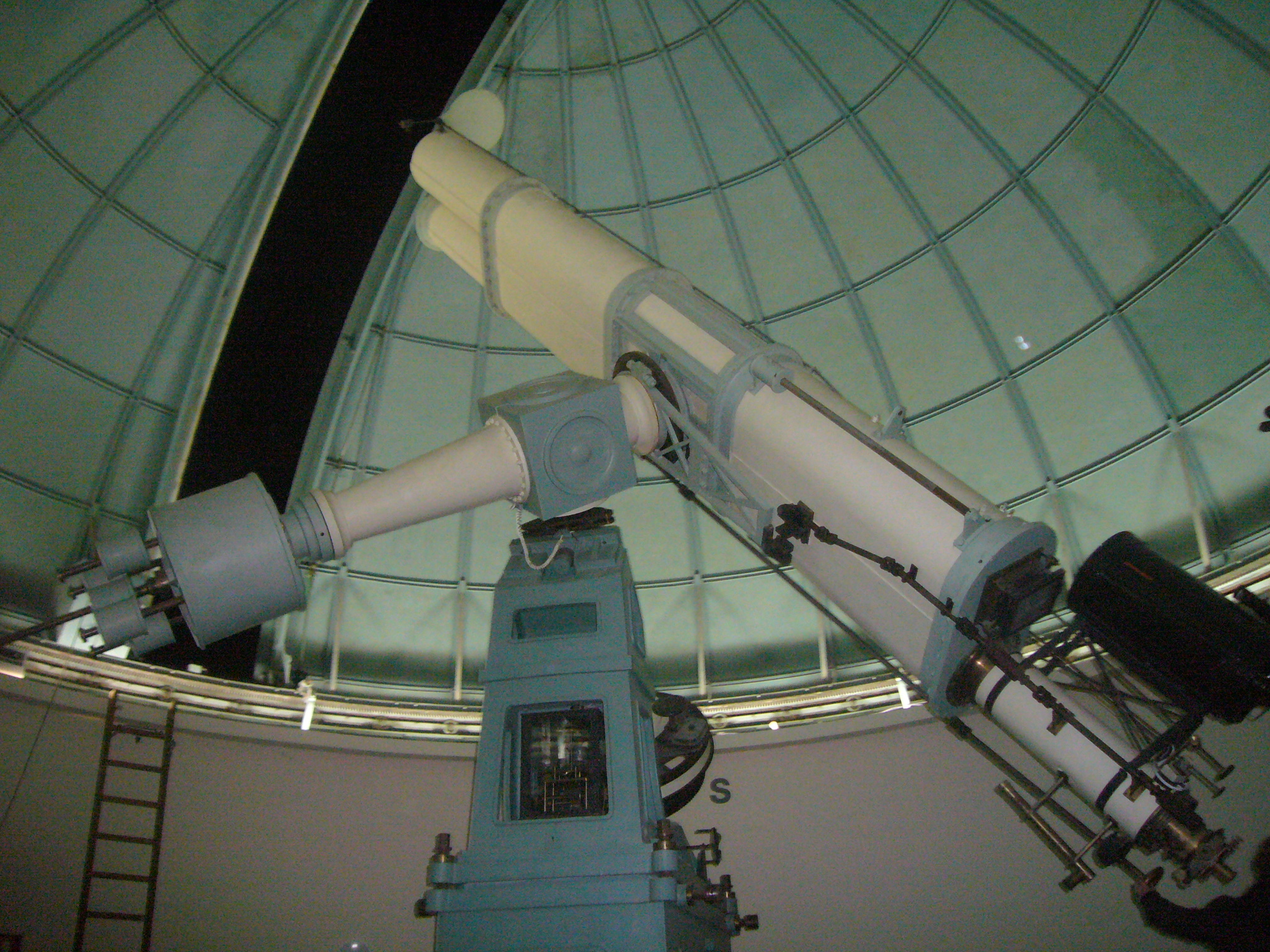
Telescopio rifrattore Mailhat da 38 cm di diametro (1904)

L'osservatorio Fabra (in catalano Observatori Fabra) è un osservatorio astronomico che si trova a Barcellona, su una diramazione del monte Tibidabo, esposto a sud, a 415 metri sul livello del mare. È di proprietà della Reial Acadèmia de Ciències i Arts de Barcelona e prende il nome da colui che ne rese possibile la costruzione, l'industriale dell'alta borghesia catalana Camilo Fabra.
La sua attività scientifica si concentra attualmente sullo studio di asteroidi e comete ed è il quarto osservatorio più antico al mondo ad essere ancora attivo.

## Storia
Nel 1894 l'Accademia Reale delle Scienze e delle Arti di Barcellona propose il progetto di un nuovo osservatorio astronomico sul Tibidabo. Pochi anni prima, l'Accademia aveva completato la costruzione del proprio edificio centrale, con sede sulla Rambla e sul quale furono installati due osservatori progettati da José Joaquín Landerer. Tuttavia, fu subito evidente che i nuovi osservatori erano obsoleti già al momento della loro inaugurazione. L'Accademia propose il progetto alla Deputazione di Barcellona, che però lo respinse. Fu così sollecitata una campagna di stampa per estendere la consapevolezza della necessità di un istituto di ricerca di questo tipo.
La spinta decisiva arrivò nel 1901 quando il marchese di Alella, Camilo Fabra, prestigioso industriale ed ex sindaco di Barcellona, donò 250.000 pesetas all'Accademia con l'obiettivo di realizzare il progetto. I lavori iniziarono nel 1902 pur con alcuni contrasti a causa di rivalità tra il progettista Eduard Fontserè ed il valutatore del progetto Josep Comas i Solà, entrambi scienziati in un periodo di accesi confronti tra i due astronomi. L'edificio fu progettato dall'architetto Josep Domènech i Estapà ed inaugurato il 7 nell'aprile 1904 alla presenza del re Alfonso XIII. Inizialmente chiamato Observatorio del Tibidabo, fu successivamente rinominato Osservatorio Fabra.
Originariamente, l'osservatorio era organizzato in due sezioni: la sezione astronomia e la sezione sismologia e meteorologia. Comas i Solá fu nominato direttore della sezione astronomica e, temporaneamente, anche direttore della sezione meteorologica e sismica fino al 1912, quando l'incarico passò a Eduard Fontserè. Fino alla guerra civile l'osservatorio, che durante la Seconda Repubblica fu integrato nel servizio astronomia della Catalogna, ebbe un periodo proficuo di osservazioni a rilevanza scientifica. Fu intrapreso uno studio sistematico della sismologia pirenaica e catalana e la meteorologia prese corpo giornalmente dall'ottobre 1913 ininterrottamente sino ad oggi, anche durante la guerra civile. Per quanto riguarda l'astronomia, gli studi più corposi si sono orientati nella osservazione di Marte, lo studio delle stelle doppie e variabili. Sono inoltre stati scoperti undici asteroidi e una cometa (la 32P / Comas Solá).
Nel 1937, dopo la morte di Comas i Solà, la direzione dell'osservatorio passò ad Isidre Polit e successivamente a Joaquin Febrer. Dagli anni '40, l'attività scientifica è stata ridotta, in parte a causa di mancanza di finanziamenti e condizioni ambientali avverse e in parte a causa dell'evoluzione dell'osservazione astronomica, che rese obsoleti gli strumenti dell'osservatorio. Attualmente la ricerca astronomica è concentrata nell'osservazione delle stelle doppie e alla partecipazione a programmi internazionali focalizzati sullo studio e il monitoraggio di asteroidi e comete, coordinati dal Minor Planet Center e dall'osservatorio di Pulkovo. Vengono raccolti anche i dati meteorologici e sismologici. Negli ultimi anni l'osservatorio ha ripreso il ruolo di centro divulgativo aperto da Comas, sfruttando il doppio ruolo di centro astronomico attivo e museo di storia dell'astronomia.

## Strumentazione
Strumenti astronomici:
- Telescopio rifrattore Mailhat[3] da 38 cm di diametro (1904) con doppia funzione: offre un punto visivo di 6,5  metri di lunghezza focale e una lente fotografica di 3,8 metri di lunghezza focale. È tuttora operativo.
- Cerchio meridiano Mailhat da 200 mm di diametro.
- Fotocamera Baker-Nunn: consiste in un telescopio Schmidt da 50 cm, progettato per l'osservazione fotografica ad ampio campo. Fa parte di un progetto in collaborazione con il Real Instituto y Observatorio de la Armada di San Fernando per adattare la fotocamera per l'uso con un CCD ed è stato installato presso l'osservatorio astronomico del Montsec, ed inaugurata nel 2010.

Strumenti sismici:
- Microsismografo Vicentini (1906). Operativo
- Microsismografo Mainka (1914). Operativo.
- Sismoscopio Agamennone, per rilevamenti verticali ed orizzontali (1906). Disinstallato nel 1909.
- Sismometrografi Agamennone e Cancani (1906), per registrare scostamenti orizzontali. Il Cancani è stato disinstallato nel 1910, mentre l'Agamennone è stato recentemente restaurato.
- Tre sismografi elettromagnetici Hiller-Stoccarda (1966).